# Mirebalais
Mirebalais, in creolo haitiano Mibalè, è un comune di Haiti, capoluogo dell'arrondissement omonimo nel dipartimento del Centro.